# Ликија
Ликија (лат. Lycia) је историјска област у Анадолији од 15–14. века пре нове ере до 546. пне, која је обухватала савремене провинције Турске Анталију и Муглу на јужној обали Турске. Представљала је федерацију древних градова а касније и провинцију Римског царства. Ликијска лига се често назива првом федерацијом у историји света, а њено устројство је касније утицало на одредбе америчког Устава.
Ликија се граничила се са Средоземним морем у данашњим провинцијама Анталија и Мугла у Турској, као и неким унутрашњим деловима провинције Бурдур. Регион је био познат историји из записа из касног бронзаног доба о древном Египту и Хетитском царству.
Ликију су насељавали говорници лувичких језика. Писани записи почели су да се уписују у камен на ликијском језику након што се Ликија невољно укључила у Ахеменидско царство у гвозденом добу. У то време (546. пре Христа) људи који говоре лувијски су били расељени пошто је Ликија примила прилив персијских говорника.
Многи градови у Ликији били су богати, што показује њихова богата архитектура почевши најмање од 5. века пре нове ере па до римског периода.
Ликија се борила за Персијанце у Грчко-Персијским ратовима, али након пораза Ахеменидског царства од стране Грка, повремено је постала самостална држава. После кратког чланства у Атинском царству, отцепила се и постала независна. Касније је поново пала под власт Персијског царства, поново се побунила, покорио је Маусол из Карије, и вратио Персијанцима, и коначно пао под македонску хегемонију након пораза Персијанаца од Александра Великог. Због прилива грчких говорника и реткости преосталих говорника ликијског, Ликија је брзо хеленизована под Македонцима, а ликијски језик је нестао из натписа и кованог новца.
Победивши Антиоха III Великог 188. пне, Римска република је дала Ликију Родосу на 20 година, вративши је 168. пне. У овим каснијим фазама Римске републике, Ликија је уживала слободу као римски протекторат. Римљани су званично потврдили владавину власти под Ликијском лигом 168. пне. Ова домаћа влада је била рана федерација са републиканским принципима.
Упркос домаћој управи, Ликија није била суверена држава и није била од њеног пораза од Каријанаца. Године 43. цар Клаудије је распустио савез, а Ликија је укључена у Римско царство са статусом провинције. Постала је епархија Источног или Византијског царства, задржавајући грчки језик чак и након што су јој се придружиле заједнице говорника турског језика почетком 2. миленијума. Након пада Византијског царства у 15. веку, Ликија је била под Отоманским царством, а наследила ју је Турска република распадом Османског царства.

## Географија
Границе Ликије су се мењале током времена, али у њеном центру је било полуострво Теке у југозападној Турској, које се увлачи на југ у Средоземно море, омеђено на западу заливом Фетије, а на истоку заливом Анталије. Ликија је обухватала оно што је сада најзападнији део провинције Анталије, најисточнији део провинције Мугла и најјужнији део провинције Бурдур. У античко доба околне области су биле, од запада до истока, Карија, Писидија и Памфилија, све подједнако древне, и свака је говорила својим анадолским језиком.
Име полуострва Теке потиче од некадашњег назива провинције Анталија, која је била провинција Теке, названа по турском племену које се населило у региону.
Четири гребена се простиру од североистока ка југозападу, отприлике, чинећи западни крај планине Таурус. Најзападније од четири су Бончук Даглари, или „планине Бончук“, које се протежу од око Алтињајла, Бурдур, југозападно до око Орена северно од Фетијеа. Ово је прилично низак опсег са максимумом од око 2.340 м (7.680 стопа). Западно од њега стрме клисуре Даламан Чаји („река Даламан“), древног Инда, формирале су традиционалну границу између Карије и Ликије. Поток, дугачак 229 км (142 ми), улази у Средоземно море западно од данашњег Даламана. Узводно је преграђена на четири места, по настанку у околини Сарикавака у провинцији Денизли.
Следећи гребен на истоку је Акдаглари, „Беле планине“, дугачак око 150 км, са високом тачком у Ујлуктепеу, „Врху Ујлук“, од 3.024 м. Овај масив је можда био древна планина Крагус. Дуж његове западне стране протиче Есен Чаји, „река Есен“, у древним временима Ксантос, Ликијска Арна, која потиче из планине Бончук, тече на југ и пресеца неколико миља дугу плажу у Патари. Долина Ксантоса је била земља која се у династичкој Ликији звала Трммис, из које су људи били Термиле или Тремилае, или Крагос на кованицама грчке Ликије.
Следећи гребен на истоку, Беидаглари, 'Бегове планине', има врх на Кизларсеврисију, 3.086 м, највишој тачки полуострва Теке. Највероватније је реч о древном масицитовом ланцу. Између Бејдагларија и Акдагларија налази се висораван Елмали, где се налазио древни Миљас. Надморска висина града Елмали, што значи 'Град јабука', према густини воћњака у региону, је 1.100 м, што је највиши део долине испод њега. 
Акцаи, или 'Бела река', древна Аедеса, доносила је воду са падина у равницу, где се скупљала у два језера испод града, Карагол и Авлангол. Тренутно су два језера сува, а воде се континуирано захватају системима за наводњавање дрвећа. Аедеса је некада исушила равницу кроз провалију на истоку, али сада тече у потпуности кроз цевоводе који покривају исту руту, али се уливају у залихе воде Ариканде и Арифа. Учињен је напор да се обнове неке од кедрових шума искрчених у антици.
Најисточнији гребен се протеже дуж источне обале полуострва Теке и обично се назива Тахтали Даглари, „Планине Тахтали“. Највиша тачка унутар њих је Тахтали Даг, надморска висина 2.366 м (7.762 стопе), коју су Грци у антици називали „планином Олимп“, сећајући се планине Олимп у Грчкој. Ове планине стварају неравну обалу коју Фелоуси називају источна Ликија. Већи део је резервисан као Олимпос Беидаглари Парки. Унутар парка на обронцима планине Олимп налази се изданак у облику слова У, Јанарташ, изнад Ћирала, из којег метан гас, који природно непрестано излази одоздо кроз стене, храни вечни пламен. Ово је локација древне планине Кимаера.
Кроз слијепу улицу између Баидагларија и Тахталидагларија, Алакир Цаи („река Алакир“), древна Лимира, тече на југ, идући из широке долине испод аутопута Д400 у близини центра Кумлуке преко баријере у Медитеран. Ова конфигурација је потпуно модерна. Узводно река је заробљена иза бране Алакир да би се формирао резервоар урбане величине. Испод резервоара плетени поток се смењује са једним, малим каналом који тече кроз наводњавано земљиште. Широко корито указује на некадашњу величину реке. Узводно од резервоара поток лежи у непромењеној клисури, тече са падина Бајдагларија. Древни пут до Анталије иде уз долину и преко слијепе улице, пошто је сама обала непроходна осим чамцем. Долина је била седиште древног Солима.

## Демографија
Постоји најмање 381 античко насеље у ширем региону Ликија-Памфилија, од којих је велика већина у Ликији. Они се налазе или дуж обалног појаса у заштитним увалама или на падинама и брдима планинских ланаца. Често им је тешко приступити, што је у древним временима било одбрамбено обележје. Кршевита обала је фаворизовала добро брањене луке из којих су, у тешким временима, излазиле ликијске пиратске флоте.
Главни градови древне Ликије били су Ксантос, Патара, Мира, Пинара, Тлос и Олимп (сваки је имао право на три гласа у Ликијској лиги) и Фаселис. Градове као што су Телмесос и Криа су класични аутори понекад наводили као каријски, а понекад као ликијски.